# Spieleregister
Ein  Spieleregister, auch  Spieleverzeichnis  oder  Spielverzeichnis, ist eine meist alphabetisch oder nach Sachgebieten geordnete Auflistung eines Spielebestands mit dem Ziel, dem Leser oder Anwender eine Übersicht und bedienerfreundliche Nutzung zu bieten.
Das Kompositum setzt sich zusammen aus den Substantiven „Spiel“ und „Register“ (Lehnwort von mittellateinisch registrum für Verzeichnis, spätlateinisch regesta).
Spieleregister und der entsprechende Begriff sind seit dem 14. Jahrhundert in der abendländischen Kulturgeschichte nachweisbar.

## Bedeutung
Während eine Ludografie den Bestand einer Ludothek erschließt  oder die Werke eines Spieleautors verzeichnet, hat ein Spieleregister meist die Funktion eines Inhalts- oder Sachverzeichnisses am Ende eines Druckwerks, das die verzeichneten Spiele abhandelt.
Spieleregister dienen aber auch der internen Erfassung, Archivierung und Dokumentation eines umfangreicheren Spielebestands, etwa in Museen wie dem Deutschen Spielemuseum in Chemnitz, dem Deutschen Spielearchiv Nürnberg oder dem Deutschen Spielzeugmuseum in Sonneberg. Die Archivische Verzeichnung und Anlage eines Spieleregisters ist, neben der systematischen Ordnung und der Erstellung eines Findhilfsmittels, ein wesentlicher Teil der Erschließung jedes größeren Spielmittelbestands. Über das Ordnungssystem des Registers ist für die wissenschaftliche Nutzung, für externe Ausstellungen oder bei der Entscheidung für Neuanschaffungen eine zuverlässige Übersicht gegeben, kann ein schneller Zugriff erfolgen. Das schriftliche Verzeichnis der Archivalien eines Archivs wird nach dieser Zweckbestimmung fachsprachlich auch als Findbuch oder Repertorium (von lateinisch reperire „(auf)finden“, „entdecken“, „ermitteln“) bezeichnet, da sie im Wesentlichen als Findmittel oder Findhilfen dienen.
Ein systematisch angelegtes Spieleregister begünstigt auch in Kindergärten, Schulen oder Vereinen die praktische Erziehungsarbeit, indem schnell und gezielt auf das für einen bestimmten Zweck benötigte Spielmaterial zugegriffen werden kann.

## Beispiele
- Marga Arndt u. a. Alphabetisches Spielverzeichnis. In: Dies.: Didaktische Spiele für den Kindergarten. Volk und Wissen, Berlin 1980, S. 176–181.
- Anita Rudolf, Siegbert A. Warwitz: Spieleregister. In: Dies.: Spielen – neu entdeckt. Grundlagen–Anregungen–Hilfen. Freiburg 1982. ISBN 3-451-07952-6. S. 127–128.
- Peter Thiesen: Spieleregister. In: Ders.: Werkzeugkasten kreatives Spiel: Interaktion, Darstellen und Gestalten in Schule, Jugend und Erwachsenenbildung. Lambertus Verlag. Freiburg im Breisgau 2012. ISBN 978-3-7841-2057-7. S. 232–240.
- Siegbert A. Warwitz, Anita Rudolf: Spieleverzeichnis. In: Dies.: Vom Sinn des Spielens. Reflexionen und Spielideen . Schneider. 5. Auflage. Baltmannsweiler 2021. ISBN 978-3-8340-1664-5. S. 277–282.
- Johanna Woll u. a.: Register. In: Dies.: Alte Kinderspiele. Ulmer. Stuttgart 1995. S. 125–127.